# Andrés Rentería
Andrés Rentería (Medellín, Antioquia, Colombia; 6 de marzo de 1993), es un futbolista colombiano nacionalizado mexicano que juega para Jaguares de Córdoba de la Categoría Primera B de Colombia.

## Trayectoria

### Inicios
Empezó jugando en la escuela de fútbol Ferroválvulas para después pasar a las categorías menores del Atlético Nacional. Debutó profesionalmente el 4 de marzo de 2012 en la derrota de su equipo ante el Cúcuta Deportivo por marcador de 1-0, ingresó al minuto 81 en lugar de Diego Álvarez Sánchez.

### Alianza Petrolera
Fue cedido al Alianza Petrolera y en su primer partido con el equipo "auri negro" marco cuatro goles ante la Uniautónoma, el partido terminó 1-4. Anotó dos goles en el partido de vuelta de la Final del Torneo Finalización al Deportivo Rionegro, con lo que contribuyó a que su equipo lograra el campeonato de la Categoría Primera B. En la final de ascenso se enfrentó al histórico América de Cali, ganó el partido de ida (2:1) y el de vuelta lo perdió (1:0) lo que obligó a definir todo en los tiros penales, Rentería falló su cobro, pero a pesar de esto su equipo ganó (3:4) y logró el ascenso a la Categoría Primera A. Fue el máximo goleador de la Primera B en el torneo 2012-II con 15 anotaciones.

### Santos Laguna
El 11 de diciembre de 2012 se dio a conocer su traspaso en compra definitiva al Santos Laguna. Debutó con el Santos el 20 de enero de 2013 en la derrota frente al Puebla, jugó los 45 minutos del segundo tiempo. Disputó su primer partido internacional el 5 de marzo, en la derrota de Santos ante Houston Dynamo por marcador de 1-0, en la Concacaf Liga Campeones, entró al minuto 72 en lugar de Hérculez Gómez. El 1 de mayo consiguió el subcampeonato de la Concacaf Liga Campeones 2012-13, cuando el Santos fue derrotado por el Monterrey en el marcador global. Anotó su primer gol con el Santos el 12 de mayo en el partido de cuartos de final del Torneo Clausura 2013 contra el Atlas, además dio una asistencia para Carlos Darwin Quintero.
Tuvo participación en la Copa Libertadores 2014, marcó dos goles y realizó una asistencia en siete partidos; su equipo fue eliminado en octavos de final por el Lanús de Argentina. De igual manera, terminó el Torneo Clausura 2014, de la Primera División de México, como uno de sus mejores torneos desde que llegó al fútbol mexicano, marcó cinco goles y realizó una asistencias.
El 22 de agosto le anotó gol al Toluca a los 12 segundos de haber iniciado el encuentro, siendo este el gol más rápido en la historia del nuevo Estadio Corona y del equipo, además de uno de los 10 goles más rápidos en la historia del fútbol mexicano. Una semana después de su hazaña, el 28 de agosto, anotó su primer hat-trick con el Santos, en la victoria 2-3 ante Correcaminos de la UAT, en la Copa México. Consiguió su primer título con el equipo el 4 de noviembre cuando derrotó al Puebla en la final de la Copa México Apertura 2014, Rentería anotó el primer gol del Santos en ese partido y logró el campeonato de goleo con seis anotaciones, superando a su compañero de equipo, Djaniny Tavares, que terminó con cinco. Logró el campeonato del Torneo Clausura 2015 al derrotar a Querétaro en la final por marcador global de 5-3.

### Atlético Nacional
El 25 de julio es presentado como nuevo jugador del Atlético Nacional de Colombia equipo en el que debutó como profesional. El 13 de agosto marca su primer gol dándole la victoria por la mínima como visitantes en casa del Jaguares de Córdoba. El 7 de marzo marca el gol de la victoria por la mínima sobre Jaguares de Córdoba, siendo el mismo de chilena.

### Cruz Azul
En junio del 2018 regresa al futbol mexicano al Cruz Azul de la Primera División de México. Debuta con gol el 21 de julio en la goleada 3 por 0 sobre Club Puebla ingresando en el segundo tiempo.
El 26 de enero de 2019 es confirmado como nuevo jugador del San Lorenzo de Almagro de la Primera División de Argentina cedido por un año, pero debido al mal rendimiento del jugador, el club argentino rompe el préstamo seis meses antes incorporándose nuevamente al equipo mexicano.

## Selección nacional

### Categorías inferiores
Colombia Sub-20
Fue convocado para disputar el Campeonato Sudamericano de Fútbol Sub-20 de 2013, pero su club, el Santos Laguna, no lo cedió a la Selección Colombia Sub-20 debido a que al no ser un evento organizado por la FIFA, el jugador no tiene la obligación de acudir a dicha competencia, además de usar como pretexto que Rentería presentaba principios de pubitis.
En junio de 2013, Rentería fue incluido en la lista de 21 jugadores que representarán a Colombia en la Copa Mundial de Fútbol Sub-20 en Turquía en ese mismo mes. Jugó como titular en el empate ante Australia, y en las victorias sobre Turquía y El Salvador, en este último partido anotó un gol.
Colombia Sub-21
Disputó el Torneo Esperanzas de Toulon de 2013, participó en cuatro partidos y anotó un gol en la victoria de su selección contra la Selección de fútbol de Francia.
Colombia Sub-23
Fue convocado por Carlos Restrepo para disputar la repesca internacional para los Juegos Olímpicos de Río de Janeiro 2016. Colombia empató a uno el partido de ida y ganó el de vuelta por marcador de 2-1, con lo que consiguió su pase a los Juegos Olímpicos. Rentería jugó uno de los dos partidos que disputó su selección ante Estados Unidos.
Sería seleccionado entre los 18 jugadores finales para disputar los Juegos Olímpicos de Río de Janeiro 2016 en Brasil.

### Selección absoluta
El 18 de marzo de 2015, el Santos Laguna dio a conocer su convocatoria a la Selección de fútbol de Colombia para disputar los partidos amistosos ante Baréin y Kuwait. Hizo su debut con la selección mayor el 26 de marzo frente a la selección de Baréin, ingresó por Falcao al minuto 72 del encuentro, con 18 minutos en el campo logró poner una asistencia a Johan Mojica para el quinto gol y él se encargó de anotar el sexto y último del partido, el cual significó su primer tanto con la selección colombiana. Fue preseleccionado para disputar la Copa América 2015, pero quedó fuera del grupo de 23 jugadores que disputaron el torneo continental.
Partidos internacionales
| 1. | 26 de marzo de 2015 | Estadio Nacional de Baréin, Manama, Baréin            | Baréin | 0-6 |  | Amistoso |
| 2. | 30 de marzo de 2015 | Estadio Jeque Zayed, Abu Dabi, Emiratos Árabes Unidos | Kuwait | 3-1 |  | Amistoso |

## Estadísticas
| Atlético Nacional · Colombia |               |               |     |    |    |    |    |     |     |    |
| 1ª | 2012          | 2             | 0   | 3  | 0  | -  | -  | 5   | 0   |    |
| Total club | Total club    | 2             | 0   | 3  | 0  | 0  | 0  | 5   | 0   |    |
| Alianza Petrolera · Colombia |               |               |     |    |    |    |    |     |     |    |
| 2ª | 2012          | 21            | 15  | -  | -  | -  | -  | 21  | 15  |    |
| Total club | Total club    | 21            | 15  | 0  | 0  | 0  | 0  | 21  | 15  |    |
| Santos Laguna · México |               |               |     |    |    |    |    |     |     |    |
| 1ª | 2013/13       | 13            | 2   | -  | -  | 1  | 0  | 14  | 2   |    |
| 1ª | 2013/14       | 25            | 6   | 3  | 0  | 7  | 2  | 35  | 8   |    |
| 1ª | 2014/15       | 38            | 11  | 14 | 7  | -  | -  | 52  | 18  |    |
| 1ª | 2015/16       | 27            | 4   | 0  | 0  | 5  | 1  | 32  | 5   |    |
| Total club | Total club    | 103           | 23  | 17 | 7  | 13 | 3  | 133 | 33  |    |
| Querétaro · México | 1ª            | 2016/17       | 12  | 1  | 7  | 1  | 0  | 0   | 19  | 2  |
| Querétaro · México | Total club    | Total club    | 12  | 1  | 7  | 1  | 0  | 0   | 19  | 2  |
| Atlético Nacional · Colombia | 1ª            | 2017          | 15  | 3  | 2  | 1  | -  | -   | 17  | 4  |
| Atlético Nacional · Colombia | 1ª            | 2018          | 17  | 3  | 2  | 1  | 4  | 0   | 23  | 4  |
| Atlético Nacional · Colombia | Total club    | Total club    | 32  | 6  | 4  | 2  | 4  | 0   | 40  | 8  |
| Cruz Azul · México | 1ª            | 2018          | 10  | 2  | 3  | 0  | 0  | 0   | 13  | 2  |
| Cruz Azul · México | Total club    | Total club    | 10  | 2  | 3  | 0  | 0  | 0   | 13  | 2  |
| San Lorenzo Argentina | 1ª            | 2019          | 4   | 0  | 3  | 0  | 4  | 0   | 11  | 0  |
| San Lorenzo Argentina | Total club    | Total club    | 4   | 0  | 3  | 0  | 4  | 0   | 11  | 0  |
| Águilas Doradas · Colombia | 1ª            | 2019          | 12  | 2  | 1  | 1  | -  | -   | 13  | 3  |
| Águilas Doradas · Colombia | 1ª            | 2020          | 15  | 4  | 2  | 0  | -  | -   | 17  | 4  |
| Águilas Doradas · Colombia | Total club    | Total club    | 27  | 6  | 3  | 1  | 0  | 0   | 30  | 7  |
| Santa Fe · Colombia | 1ª            | 2021          | 7   | 1  | -  | -  | 1  | 0   | 8   | 1  |
| Santa Fe · Colombia | Total Club    | Total Club    | 7   | 1  | 0  | 0  | 1  | 0   | 8   | 1  |
| Jaguares · Colombia | 1ª            | 2021          | 15  | 6  | 1  | 0  | -  | -   | 16  | 6  |
| Jaguares · Colombia | 1ª            | 2022          | 13  | 6  | -  | -  | -  | -   | 13  | 6  |
| Jaguares · Colombia | Total club    | Total club    | 28  | 12 | 1  | 0  | 0  | 0   | 29  | 12 |
| Deportes Tolima · Colombia | 1ª            | 2022          | 4   | 2  | 1  | 0  | -  | -   | 5   | 2  |
| Deportes Tolima · Colombia | Total club    | Total club    | 4   | 2  | 1  | 0  | 0  | 0   | 5   | 2  |
| Total carrera | Total carrera | Total carrera | 265 | 68 | 42 | 11 | 23 | 3   | 330 | 82 |
| (1)Incluye datos de la Copa Colombia, Copa México y Campeón de Campeones, Copa Argentina, Copa de la Superliga Argentina (2)Incluye datos de la Concacaf Liga de Campeones (2012-13, 2015-16) y Copa Libertadores de América (2014). |               |               |     |    |    |    |    |     |     |    |

### Resumen estadístico
| Competición           | Partidos | Goles | Promedio |
| --------------------- | -------- | ----- | -------- |
| Liga                  | 211      | 53    | 0,25     |
| Copas nacionales      | 40       | 11    | 0,27     |
| Copas internacionales | 21       | 3     | 0,23     |
| Selección de Colombia | 2        | 1     | 0,50     |
| Total                 | 274      | 68    | 0,24     |

### Hat-tricks
| 1 | 28 de julio de 2012  | Metropolitano Roberto Melendez, Barranquilla | Uniautónoma - Alianza Petrolera  |  | 1 - 4 | Primera B   |
| 2 | 27 de agosto de 2014 | Marte R. Gómez, Ciudad Victoria              | Correcaminos UAT - Santos Laguna |  | 2 - 3 | Copa México |

## Palmarés

### Campeonatos nacionales
| Título                     | Club              | País     | Año               |
| -------------------------- | ----------------- | -------- | ----------------- |
| Primera B                  | Alianza Petrolera | Colombia | Torneo 2012       |
| Copa México                | Santos Laguna     | México   | Copa 2014         |
| Primera División de México | Santos Laguna     | México   | Clausura 2015     |
| Campeón de Campeones       | Santos Laguna     | México   | Torneo 2014-15    |
| Copa México                | Querétaro         | México   | Copa 2016         |
| Supercopa de México        | Querétaro         | México   | Supercopa 2016-17 |
| Copa México                | Cruz Azul         | México   | Copa 2018         |

### Campeonatos internacionales
| Título              | Club              | País     | Año         |
| ------------------- | ----------------- | -------- | ----------- |
| Recopa Sudamericana | Atlético Nacional | Colombia | Recopa 2017 |

### Distinciones individuales
| Distinción                         | Año  |
| ---------------------------------- | ---- |
| Goleador de la Categoría Primera B | 2012 |
| Goleador de la Copa México         | 2014 |